# Генеральная ассамблея Айовы
Генера́льная ассамбле́я Айо́вы (англ. Iowa General Assembly) — законодательное собрание штата Айова. Состоит из верхней и нижней палаты: Сената и Палаты представителей соответственно. В состав Сената Айовы входит 50 сенаторов, избираемых из 50 округов. Палата представителей Айдахо состоит из 100 представителей, выбираемых из тех же 50 избирательных округов, по двое из каждого округа.
По данным на 2020 год в каждом избирательном округе Айовы проживало в среднем 63 848 человек.

## Состав

### 89-я Генеральная ассамблея Айовы (2021—2022)
| Сенат | Сенат                  | Места |
|       | Республиканская партия | 32    |
|       | Демократическая партия | 18    |
|       | Независимые            | 0     |
|       | Вакантно               | 0     |
| Всего | Всего                  | 50    |

| Палата | Палата                 | Места |
|        | Республиканская партия | 59    |
|        | Демократическая партия | 41    |
|        | Независимые            | 0     |
|        | Вакантно               | 0     |
| Всего  | Всего                  | 100   |

Источники:.

### 90-я Генеральная ассамблея Айовы (2023—2024)
| Сенат | Сенат                  | Места |
|       | Республиканская партия | 34    |
|       | Демократическая партия | 16    |
|       | Независимые            | 0     |
|       | Вакантно               | 0     |
| Всего | Всего                  | 50    |

| Палата | Палата                 | Места |
|        | Республиканская партия | 64    |
|        | Демократическая партия | 36    |
|        | Независимые            | 0     |
|        | Вакантно               | 0     |
| Всего  | Всего                  | 100   |

Источники:.